# Elbrus-Avia
L'Elbrus-Avia (in russo:Эльбрус-Авиа) era una compagnia aerea russa con sede all'Aeroporto di Nal'čik. L'hub principale della compagnia aerea era l'Aeroporto di Nal'čik (URMN).

## Storia
La compagnia aerea russa Elbrus-Avia è creata nel 1972 come divisione dell'Aeroflot a Nal'čik.
Il 20 gennaio 1993 è stata creata l'attuale compagnia aerea sulla base della flotta dell'Aeroflot-Nal'čik.
15 gennaio 2009 - ultimo volo di linea della compagnia aerea e la sospensione dell'attività commerciale in seguito alla crisi e ai debiti accumulati.
15 aprile 2009 - il certificato dell'Agenzia Federale dei Trasporti Aerei delle Federazione Russa ha revocato la licenza per i voli di linea e per il trasporto aereo della compagnia aerea di Nal'čik. La decisione è stata presa in seguito alla procedura della bancarotta della compagnia aerea per un totale di 550 milioni RUR di debiti accumulati ed anche in seguito alla denuncia del Direttore della compagnia aerea per la svendita di 9 elicotteri Mil Mi-2.

## Flotta storica
Corto raggio
- Yakovlev Yak-40
- Yakovlev Yak-42D

Elicotteri
- Mil Mi-8
- Mil Mi-2

L'Aeroporto di Nal'čik era la base tecnica per la manutenzione della flotta della compagnia aerea.

## Strategia
L'Elbrus-avia era principalmente una compagnia aerea regionale ed effettua anche voli charter.